# Batka János (zeneszerző)
Batka Nepomuki János (Janowa Góra (Szilézia), 1795. június 1. – Pozsony, 1874. augusztus 18.) orgonista, zeneszerző.

## Élete
Régi cseh zenész család leszármazottja. 1814-ben került Bécsbe, ahol megismerkedett Ludwig van Beethovennel. 1816-ban lett Magyarországon zenetanár, majd színházi gordonkás Pesten. 1829-től már ismert magyar egyházi zeneszerzőként tartották számon. 1843-tól Pozsonyban élt. 

## Művei
Egyházzenei művei kéziratban nagyrészt a Pozsonyi Egyházzenei Egylet birtokában; F-dúr mise (a győri és veszprémi), Libera (a győri, veszprémi és egri), Confiteor (a győri), 2 graduale (a veszprémi székesegyházban), C-dúr Mise, Vater unser (az OSZK-ban). V.V.-M.R.